# Samsung Galaxy S серия
Серията Samsung Galaxy S е линия от водещи смартфони и таблети с Android, произведени от Samsung Electronics.
Серията първоначално се състои от смартфони и първото устройство, Samsung Galaxy S, е обявено през март 2010 г. По-късно Samsung разширява линията Galaxy S до таблетни компютри с обявяването на Galaxy Tab S през юни 2014 г.
- Samsung Galaxy S от 2010 г.
- Samsung Galaxy S II от 2011 г.
- Samsung Galaxy S III от 2012 г.
- Samsung Galaxy S4 от 2013 г.
- Samsung Galaxy S5 от 2014 г.
- Серията Samsung Galaxy S6 от 2015 г.
- Samsung Galaxy S7 и S7 Edge от 2016 г.
- Samsung Galaxy S8 и S8+ от 2017 г.
- Samsung Galaxy S9 и S9+ от 2018 г.
- Samsung Galaxy S10+
- Гамата Samsung Galaxy S20 от 2020 г.
- Гамата на Samsung Galaxy S21
- Серията Samsung Galaxy S22 от 2022 г.
- Серията Samsung Galaxy S23 от 2023 г.

|  | Тази страница частично или изцяло представлява превод на страницата Samsung Galaxy S series в Уикипедия на английски. Оригиналният текст, както и този превод, са защитени от Лиценза „Криейтив Комънс – Признание – Споделяне на споделеното“, а за съдържание, създадено преди юни 2009 година – от Лиценза за свободна документация на ГНУ. Прегледайте историята на редакциите на оригиналната страница, както и на преводната страница, за да видите списъка на съавторите. ВАЖНО: Този шаблон се отнася единствено до авторските права върху съдържанието на статията. Добавянето му не отменя изискването да се посочват конкретни източници на твърденията, които да бъдат благонадеждни. |